# Mauthalle

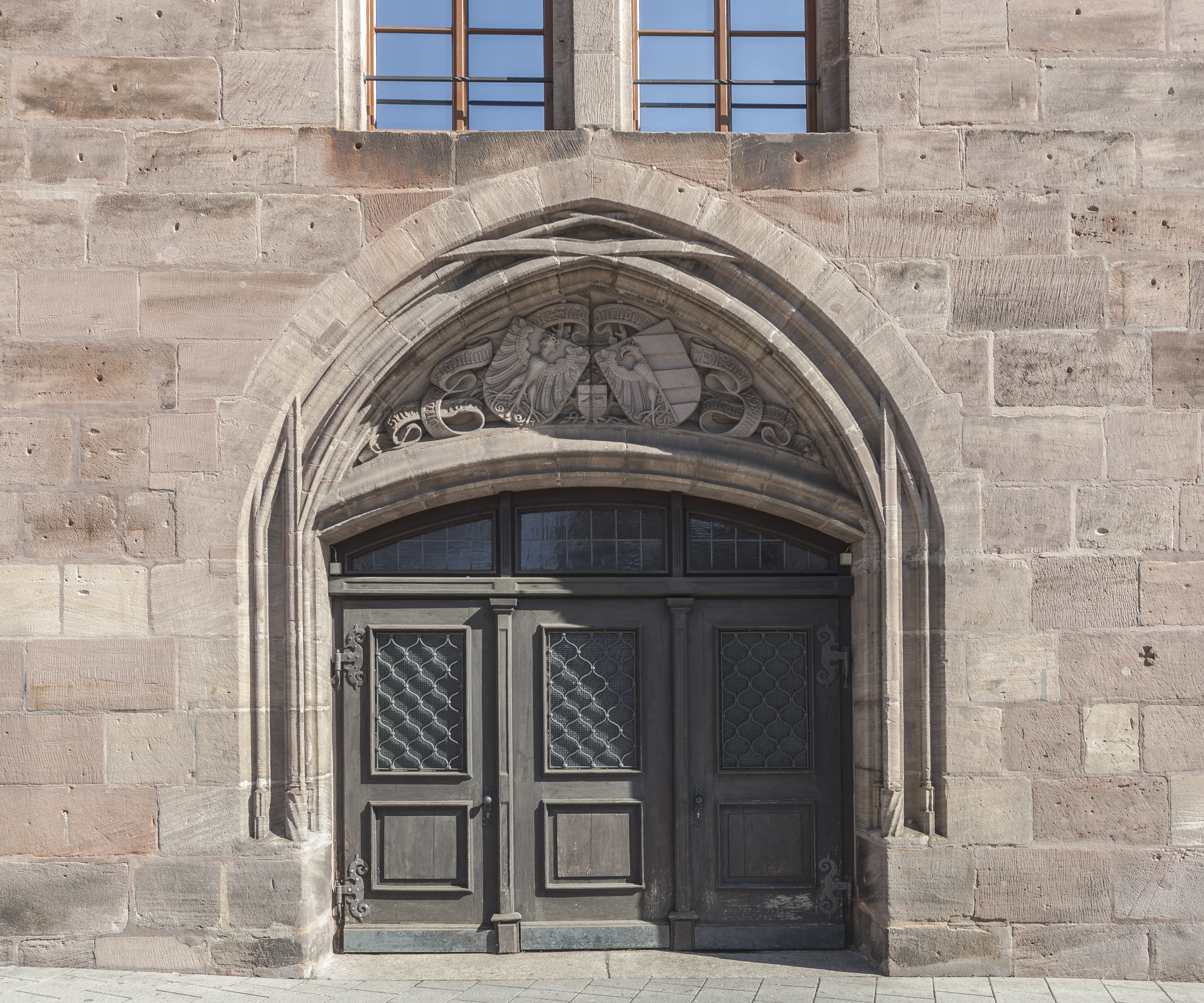
Mauthalle in Nürnberg

Eine Mauthalle diente in Städten mit kommunaler Finanzhoheit zur Erfassung von Maut und Zöllen. Oft war damit auch die Pflicht zur Einlagerung im Rahmen des Stapelrechts verbunden. Mit der Gründung des Deutschen Zollvereins sowie gegebenenfalls seiner Vorgänger erloschen fast überall die kommunalen Rechte und spätestens jetzt kamen die Mauthallen außer Gebrauch.
Bekannt ist die Nürnberger Mauthalle, die zwischen 1498 und 1502 von Hans Beheim d. Ä. errichtet wurde und heute ein Baudenkmal in der Altstadt darstellt.